# Résolution 1757 du Conseil de sécurité des Nations unies
Membres permanents
- Chine
- États-Unis
- France
- Royaume-Uni
- Russie

Membres non permanents
- Afrique du Sud
- Belgique
- Congo
- Ghana
- Indonésie
- Italie
- Panama
- Pérou
- Qatar
- Slovaquie

Résolution no 1756 Résolution no 1758
La résolution 1757 du Conseil de sécurité des Nations unies a été adoptée le 30 mai 2007.

## Résolution
Le Conseil de sécurité des Nations unies a autorisé la formation d'un tribunal international pour juger les suspects dans l'assassinat en 2005 de l'ancien Premier ministre libanais Rafiq Hariri, bien que certains membres aient averti que cette décision pouvait avoir de graves répercussions politiques car que le Conseil excédait son autorité et intervenait dans les affaires libanaises.
Par 10 voix contre zéro, avec 5 abstentions (Chine, Indonésie, Qatar, Russie et Afrique du Sud), le Conseil de sécurité, agissant en vertu du Chapitre VII de la Charte, a adopté la résolution autorisant la création de le Tribunal spécial pour le Liban. Il donna au Gouvernement libanais jusqu'au 10 juin "pour notifier par écrit aux Nations unies que les conditions légales d'entrée en vigueur étaient respectées", laissant ainsi aux factions libanaises 10 jours pour parvenir à un accord interne avant qu'il n'entre en vigueur.
Les exigences convenues entre le Conseil et le Liban en novembre étaient jointes à la résolution, ainsi qu’au statut fondateur de 30 articles du Tribunal. La mesure répondait à une demande du Premier Ministre libanais Fouad Siniora, mais le Parlement du pays n’avait pas approuvé le plan car le Président Nabih Berri n’avait pas convoqué la Chambre.
Conscient de la demande du peuple libanais que tous les responsables de l'attentat terroriste du 14 février 2005 qui a tué l'ancien Premier ministre libanais et 22 autres personnes soient identifiés et traduits en justice, le Conseil a également demandé au Secrétaire général Ban Ki-moon, en coordination avec, le cas échéant, le Gouvernement libanais, de prendre les mesures nécessaires pour créer le Tribunal "en temps voulu" et à faire un rapport au Conseil dans les 90 jours sur l’application de la résolution. Le site du tribunal devait être décidé en consultation avec Beyrouth et le pays qui allait l'héberger. Les dépenses du tribunal devaient être à la charge des États Membres de l’ONU, à moins que le Liban ne puisse assumer cette responsabilité.